# Zdeněk Chlup
Zdeněk Chlup, né le 28 septembre 1922, à Brno, en Tchécoslovaquie et décédé le 14 avril 2002, à Brno, est un joueur tchécoslovaque de basket-ball.